# Bootstrap (statystyka)
Bootstrap, metody samowsporne – wprowadzone przez Bradleya Efrona metody szacowania rozkładu błędów estymacji, za pomocą wielokrotnego losowania ze zwracaniem z próby. Są przydatne szczególnie, gdy nie jest znana postać rozkładu zmiennej w populacji. Ponieważ bootstrap w podstawowej wersji nie czyni założeń co do rozkładu w populacji, może być zaliczony do metod nieparametrycznych. Metody bootstrap zalicza się do metod repróbkowania, do których należą również testy permutacyjne, sprawdzian krzyżowy i metoda jackknife.  

## Próba bootstrap
Próbą bootstrap (lub próbą typu bootstrap) nazywamy {\displaystyle n}-elementową próbę losową {\displaystyle \mathbf {X} ^{*}} z rozkładu pewnej ustalonej {\displaystyle n}-elementowej próby {\displaystyle \mathbf {X} =(x_{1},x_{2},\dots ,x_{n})} z populacji {\displaystyle \Omega .}
Innymi słowy jest to próba powstała przez losowanie ze zwracaniem {\displaystyle n} elementów z {\displaystyle \mathbf {X} .}

## Zasada bootstrap
Niech {\displaystyle T} będzie pewną statystyką, dającą się przedstawić jako funkcja dystrybuanty:
{\displaystyle \theta =T(F)}
i w przypadku zastosowania do rozkładu empirycznego jej wynikiem jest estymator {\displaystyle {\widehat {\theta }}{:}}
{\displaystyle {\widehat {\theta }}=T({\widehat {F}}).}
Warunki te spełnia szeroka klasa statystyk.
Zasada bootstrap mówi, że rozkład statystyki
{\displaystyle T(F(\mathbf {X} ^{*}))-T(F(\mathbf {X} )),}
przy ustalonej realizacji {\displaystyle X,} jest bliski rozkładowi statystyki
{\displaystyle T(F(\mathbf {X} ))-T(F(\Omega )),}
czyli rozkładowi błędów estymacji parametru {\displaystyle \theta } w populacji.

## Metoda bootstrap
Zgodnie z zasadą bootstrap w celu oszacowania rozkładu błędów estymacji, należy:
1. wielokrotnie ({\displaystyle k} razy) wylosować niezależne próby losowe bootstrap {\displaystyle \mathbf {X} _{1}^{*},\mathbf {X} _{2}^{*},\dots ,\mathbf {X} _{k}^{*}} na podstawie jednej realizacji {\displaystyle \mathbf {X} .}
2. obliczyć dla nich wartości:
{\displaystyle {\widehat {\theta }}_{1}^{*}=T(F(\mathbf {X} _{1}^{*}))-{\widehat {\theta }},}
{\displaystyle {\widehat {\theta }}_{2}^{*}=T(F(\mathbf {X} _{2}^{*}))-{\widehat {\theta }},}
{\displaystyle \dots ,}
{\displaystyle {\widehat {\theta }}_{k}^{*}=T(F(\mathbf {X} _{k}^{*}))-{\widehat {\theta }}.}

Otrzymany rozkład {\displaystyle ({\widehat {\theta }}_{1}^{*},{\widehat {\theta }}_{2}^{*},\dots ,{\widehat {\theta }}_{k}^{*})} jest przybliżeniem rozkładu błędów estymacji za pomocą statystyki {\displaystyle T} zastosowanej do próby {\displaystyle n}-elementowej parametru {\displaystyle \theta } w populacji.
Liczba {\displaystyle k} powinna być możliwie duża (im większa tym dokładniejsze oszacowanie). W literaturze podawane są coraz większe liczby, w miarę jak rosną możliwości obliczeniowe komputerów.

## Błąd standardowy typu bootstrap
Histogram uzyskanego rozkładu błędów można przedstawić na wykresie. Można też obliczyć dla niego rozmaite dalsze statystyki, takie jak błąd standardowy:
{\displaystyle \operatorname {SE} _{{\widehat {\theta }}^{*}}={\sqrt {{\frac {1}{k-1}}\sum \limits _{i=1}^{k}({\widehat {\theta }}_{i}^{*}-{\overline {\theta ^{*}}})^{2}}},}
gdzie:
{\displaystyle {\overline {\theta ^{*}}}={\frac {\sum \limits _{i=1}^{k}{\widehat {\theta }}_{i}^{*}}{k}}.}

## Przedziały ufności typu bootstrap
Najprostszą metodą stworzenia przedziału ufności estymatora za pomocą rozkładu {\displaystyle {\widehat {\theta }}^{*}} jest przybliżenie go rozkładem normalnym. Jest to metoda bardzo prosta, poszukiwany przedział ma postać:
{\displaystyle \left({\widehat {\theta }}-z_{1-{\tfrac {\alpha }{2}}}\operatorname {SE} _{{\widehat {\theta }}^{*}},\ \ {\widehat {\theta }}+z_{1-{\tfrac {\alpha }{2}}}\operatorname {SE} _{{\widehat {\theta }}^{*}}\right).}
Metoda ta nie zawsze daje się jednak zastosować, gdyż często błąd nie ma rozkładu normalnego. Wymaga ona zatem sprawdzenia normalności rozkładu i arbitralnej decyzji, czy jest on wystarczająco normalny.
Alternatywną metodą jest percentylowy przedział ufności typu bootstrap, który może być stosowany przy dowolnej postaci rozkładu błędów:
{\displaystyle \left({\widehat {\theta }}-q_{1-{\tfrac {\alpha }{2}}}^{*},\ \ {\widehat {\theta }}+q_{1-{\tfrac {\alpha }{2}}}^{*}\right),}
gdzie {\displaystyle q_{\alpha }^{*}} to kwantyl rzędu {\displaystyle \alpha } z rozkładu {\displaystyle {\widehat {\theta }}^{*}-{\widehat {\theta }}.}
Jeszcze inna metoda postuluje najpierw wykonanie studentyzacji rozkładu przed wyliczeniem przedziału percentylowego. To, która metoda daje najdokładniejsze wyniki, zależy od typu rozkładu w populacji (w szczególności obecności obserwacji odstających) oraz założonej metody oceny dokładności.

## Testowanie hipotez metodą bootstrap
Metoda bootstrap jest też używana do weryfikacji hipotez statystycznych, o ile da się tę weryfikację sprowadzić do badania błędu estymacji za pomocą statystyki spełniającej warunki bootstrapu.
Na przykład gdy hipotezą zerową jest wartość oczekiwana w populacji {\displaystyle \mu =10,} a w próbie uzyskaliśmy średnią {\displaystyle {\overline {\mathbf {X} }}=9{,}23,} wówczas wartość {\displaystyle p} jest prawdopodobieństwem, że średnia z próby będzie się różniła od średniej w populacji o co najmniej {\displaystyle 10-9{,}23=0{,}77.} Prawdopodobieństwo to można oszacować, losując próby bootstrap z {\displaystyle \mathbf {X} } i sprawdzając w jakim odsetku losowań średnia wykracza poza przedział {\displaystyle (9{,}23-0{,}77,\ 9{,}23+0{,}77).}

## Odmiany metody
Istnieje wiele odmian bootstrapu. W jednej z nich próby bootstrap nie są losowane bezpośrednio z próby {\displaystyle \mathbf {X} ,} lecz z rozkładu podobnego do rozkładu {\displaystyle \mathbf {X} ,} z wygładzoną dystrybuantą.
Istnieją też bardziej skomplikowane procedury bootstrapu dla próbkowania bez zwracania, problemów obejmujących dwie próby, regresji, szeregów czasowych, próbkowania hierarchicznego i innych problemów statystycznych.
Odmiana bootstrapu zwana bagging jest stosowana przy konstruowaniu modeli klasyfikacyjnych i regresyjnych, ograniczając zjawisko przeuczenia (Breiman 1984).